# Lianetjärnet (Ärtemarks socken, Dalsland)
Lianetjärnet är en sjö i Bengtsfors kommun i Dalsland och ingår i Göta älvs huvudavrinningsområde.